# José Dalmao
José Dalmao est un footballeur professionnel uruguayen, né le 14 juillet 1969.
Il signe en 1992 au FC Nantes, et joue huit matches en 1re division ; la saison suivante, il s'engage à l'USL Dunkerque alors en Ligue 2, mais n'y reste qu'une seule saison et se dirige alors vers le Pau FC en 1994-1995, mais le club est relégué administrativement à l'issue de la saison.
Dalmao part alors au Nîmes Olympique, mais n'y reste qu'une seule année. En 1996, il signe pour deux saisons au FC Sète.
Mis à part ses épisodes à Nantes et Dunkerque, il n'aura joué qu'en National.

## Palmarès
- Champion Uruguayen Premier Division 1987 - Champion Ligue Pre-Libertadores Amerique 1988-1889-1990 avec le Defensor Sporting Club
- Coupe de France de football
  - finaliste : 1993 avec le FC Nantes et 1996 avec le Nîmes Olympique

## Liens
- Fiche sur footmercato.net